# M/S Havsörnen

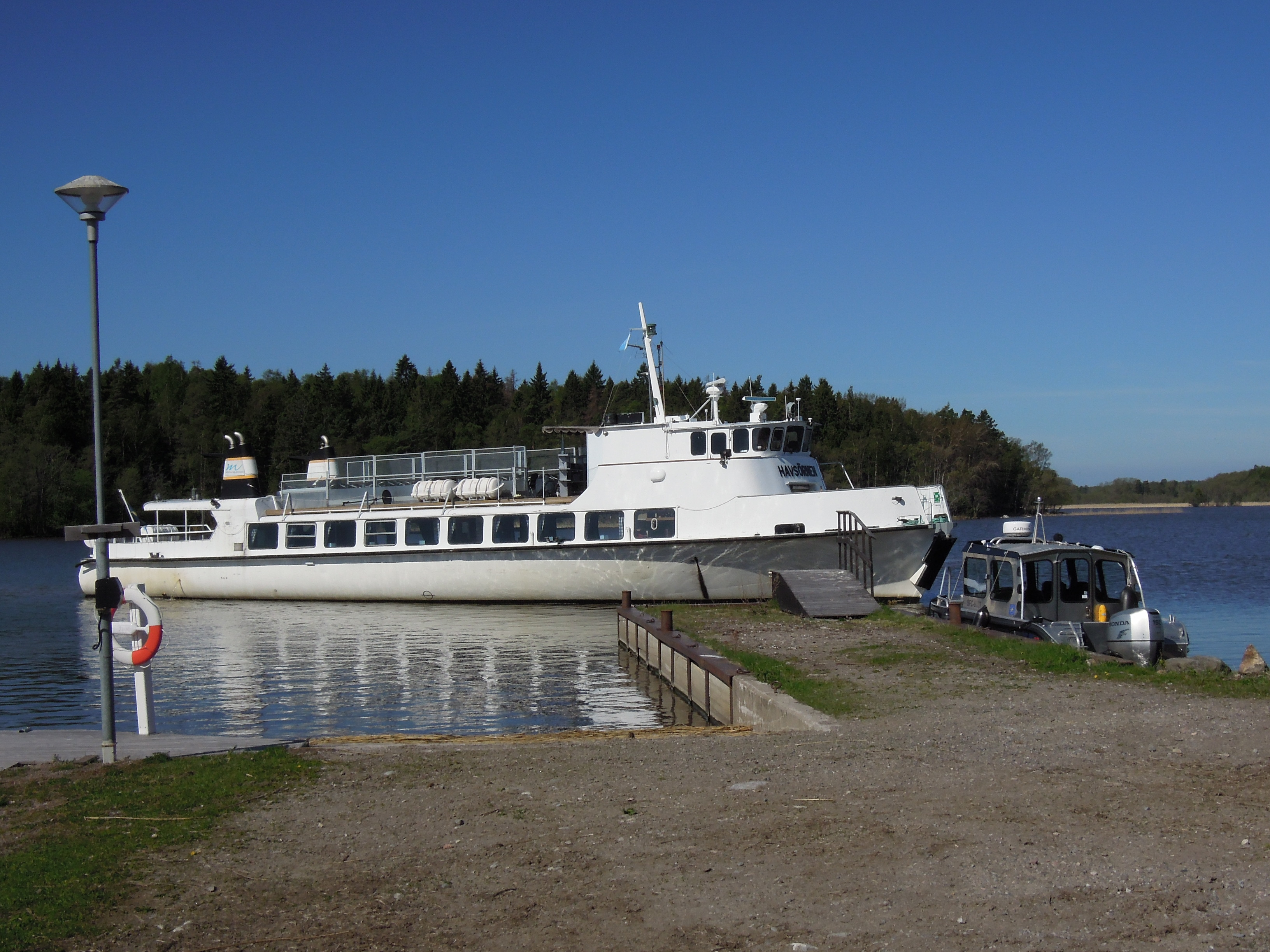
M/S Havsörnen vid Aggarön i Mälaren

M/S Havsörnen är ett passagerarfartyg i Västerås. Fartyget byggdes 1965 och levererades till Waxholms Ångfartygs AB i Vaxholm som Havsörnen. 
Havsörnen gick i trafik i Stockholm på traden Strömkajen – Svartsö – Ingmarsö – Husarö. Havsörnen byggdes om vid Boghammar Marin i Lidingö vid två tillfällen. Vid den första ombyggnaden 1971 installeras skorstenar i stället för avgasrör i vattenlinjen. Vid den andra ombyggnaden 1972 förlängdes fartyget med 3,50 meter. År 1985 byttes huvudmaskinerna ut mot nya.
År 2000 såldes hon till Utö Rederi AB och fick två nya dieselmotorer. Hon gick i trafik i Stockholms södra skärgård för Vaxholmsbolaget. År 2001 gjordes återigen byte av två av tre dieselmotorer. Nu blev den totala effekten 1 120 hk (823 kW).
År 2008 såldes Havsörnen till Rederi Mälarstaden i Västerås. Havsörnen går i trafik i Mälaren.